# 伊號第四百二潛艦
伊号第四百二潜舰（日语：いごうだいよんひゃくにせんすいかん）是第二次世界大战中，隸屬大日本帝国海軍的潜舰，伊四〇〇型潜舰的三号舰。

## 概要
同另外的两艘僚舰一样，由于完成时间较迟而几乎没有什么实战经验。
1946年4月1日，在長崎縣五島列島北方的東海與其他23艘各型潛艦一起，被美軍艦隊做為靶艦擊沉。
由於沉沒地點的紀錄在漫長的時間中佚失，近年來日本政府一直積極與各界合作進行海底調查，想要找出具體的沉沒地點。相關的調查活動曾被製作成電視節目，於探索頻道播出。
2015年8月7日，日本海上保安廳發布公告表示保安廳所屬的測量船「海洋」號，7月14日利用聲納進行海底探查時，在長崎縣五島列島福江島東南東方約35公里外海，水深約200公尺的海底，發現24艘疑似舊日本帝國海軍的潛艦。其中最大的船影長約120公尺、寬約15公尺，專家研判應是潛艦「伊402」。其餘的23艘的長度約50至100公尺。

## 舰历
- 1943年（昭和18年）10月20日 在佐世保海军工厂开工建造。
- 1944年（昭和19年）9月15日 下水。
- 1945年（昭和20年）7月24日 竣工。配属至联合艦隊第6艦隊第1潜水隊。
  - 8月11日 在吴市轰炸中受损[2]。在吴港修理中迎来战争的终结。
  - 11月30日 除籍。
- 1946年（昭和21年）4月1日 美军在长崎县五島列島北方的东海海域将其当作靶舰击沉处分。

## 歴代艦長

### 艤装員長
1. 中村乙二中佐（1945年3月15日-）

### 艦長
1. 中村乙二中佐（1945年7月24日-）

## 脚注
1. ↑  沈んだ潜水艦空母「伊４０２」長崎で発見か｜日テレNEWS24 的存檔，存档日期2015-08-28.
2. ↑  据《写真 日本の軍艦 第12巻 潜水艦》p164记载。